# Bremer Grün
Bremer Grün (auch Bremer Blau oder in einem Wort Bremergrün oder Bremerblau) ist ein in Bremen erfundenes, im späten 18. und im 19. Jahrhundert gern verwendetes grün-blaues Farbpigment aus Kupfer(II)-hydroxid (Kupferoxidhydrat, Cu(OH)2) und Kupfer(II)-carbonat (CuCO3). Im Colour Index wird es unter der Nummer C.I. Pigment Blue 30 geführt.

## Geschichte
Als Erfinder gilt der Bremer Färber, Kaufmann und Fabrikant Nicolaus Kulenkamp der Ältere (1710–1793), der neben Seifen und Talgprodukten seit 1778 diese Farbe herstellte, was bald auch von anderen Herstellern in Bremen nachgeahmt wurde. Spätestens 1807, als hier vier derartige Unternehmen bestanden, die sich „Bremer-Grün-Fabriken“ nannten, hatte sich die Herkunftsbezeichnung auch überregional fest etabliert. Seit der Jahrhundertmitte ist sie auch lexikalisch fassbar. Als weitere Produktionsorte wurden Minden, Kassel und Eisenach genannt. Noch über die Wende zum 20. Jahrhundert hinaus war die Farbe trotz ihrer Giftigkeit viel gehandelt und verwendet.

## Herstellung

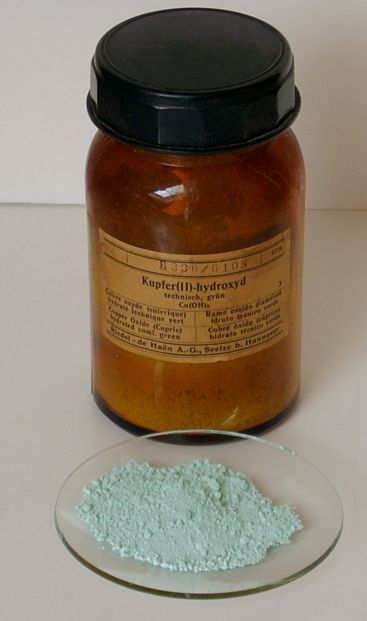
Kupfer(II)-hydroxid

Die Rezepte Kulenkamps sind anscheinend nicht überliefert, von den verschiedenen, voneinander leicht abweichenden Herstellungsweisen sei eine Beschreibung von 1856 zitiert, andere finden sich ausführlich in den unten angegebenen Links nachgewiesen:

„Zur Fabrikation, welche bes. in Bremen, ferner auch in Minden Kassel, Eisenach etc. betrieben wird, bedient man sich des Kochsalzes, Kupfervitriols u. Kupferblechs. Die beiden ersten zu ziemlich gleichen Gewichtstheilen werden unter Zusatz von etwas Wasser zu einem homogenen dicken Brei gemahlen. Zu diesem Brei kommt eine der halben Gewichtsmenge desselben gleiche Quantität altes, in kleine Stücke geschnittenes Kupferblech, u. zwar so, daß eine Lage Brei von 1⁄2 Zoll Dicke mit einer Lage Blech abwechselt. Das Ganze bleibt etwa 3 Monate in dem eichenen, nicht mit Eisen beschlagenen Oxydationsbottich u. wird während der Zeit zur Beförderung der Oxydation wöchentlich mindestens einmal mit einer kupfernen Schaufel umgeschaufelt. Danach wird die Masse mit Wasser verdünnt, von dem Rückstande des Kupferblechs befreit u. filtrirt. Der gewonnene Schlamm wird erst mit Salzsäure, dann, nach 36 Stunden in einem anderen Bottich, dem Blauback, mit farbloser ätzender Kalilauge behandelt, wodurch das grüne basisch salzsaure Kupferoxyd völlig zersetzt u. in Kupferoxydhydrat mit der eigentümlich etwas ins Grüne stechenden blauen Farbe verwandelt wird. Die mit Wasser ausgewaschene Farbe preßt man im Filtrirbeutel aus, schneidet die weiche Masse in Stücke u. läßt diese an der Luft trocknen.“

Auch hiervon abweichende Verfahren wurden als Bremer Grün beschrieben, so wurden 1835 Kupfervitriol und Salpetersäure als Ausgangsstoffe dieses Prozesses empfohlen. Wie andere Kupferverbindungen auch ist das Kupferoxidhydrat empfindlich gegen Schwefelwasserstoff und Schwefeldioxid.
Bremer Grün wurde als blauer Kalkanstrich und als Leimfarbe verarbeitet, als Ölfarbe nimmt es innerhalb von 24 Stunden ein intensives Grün an.